# Kurzątki
Kurzątki (niem. Kurziontken, 1938–1945 Seeland; do końca 2005 pol. Kurczątki) – wieś w Polsce położona w województwie warmińsko-mazurskim, w powiecie ełckim, w gminie Prostki. W latach 1975–1998 miejscowość administracyjnie należała do województwa suwalskiego.
Wieś powstała w ramach kolonizacji Wielkiej Puszczy, w komturstwie piskim (późniejsze starostwo piskie) przy granicy z Mazowszem (oraz komturstwa ełckiego), między wsiami Wojtele, Guty Różyńskie, Dybowo, Kibisy, Rogale Małe. Wcześniej był to obszar Galindii. Wieś ziemiańska, dobra służebne w posiadaniu drobnego rycerstwa (tak zwani wolni, ziemianie w języku staropolskim), z obowiązkiem służby rycerskiej (zbrojnej). W XV w. wieś zapisywana pod nazwą Thobola (podobnie jak nazwa pobliskiego jeziora).
Wieś założona w 1473 r. na 30 łanach (bez określonego prawa, później traktowane jak na prawie magdeburskim), z obowiązkiem dwóch służb zbrojnych, przez prokuratora piskiego Ulryka von Ottenberga, za zgodą komtura Flacha von Schawartzburga. Dobra położone były w Puszczy Różyńskiej pomiędzy jeziorami Tobolka i Rogala. Nadanie otrzymał niejaki Trojan, z prawem wykorzystania pobliskich jezior i puszczy za opłatą 10 wołów. Nazwa jeziora Tobolka pochodzi od niejakiego Stańka Toboli (wymieniane już w 1446 r.).